# Актинограф
Актинограф (от греч. aktis — луч и graphei — писать) — измерительный прибор, один из предшественников экспонометра. Его действие основано на явлении актиничности, то есть способности излучения оказывать действие на фотоматериалы.

## Назначение и принцип действия
Актинограф служит для того, чтобы при помощи различной интенсивности окраски чувствительной к свету фотобумаги измерять силу химически действующих лучей различных источников света. В первых приборах использовались так называемые фотобумаги с «дневным проявлением» (чаще всего альбуминовые), темнеющие под действием света без химической обработки. В ранней фотографии актинографы использовались в качестве экспонометра для определения экспозиционных параметров. Основоположники современной сенситометрии Фердинанд Хёртер и Чарльз Дриффилд в 1888 году запатентовали устройство под таким же названием, хотя по сути это был табличный экспонометр, учитывающий светочувствительность, широту, время суток и время года.
В научных исследованиях использовались актинографы, круглосуточно фиксирующие изменение инсоляции на фотобумаге, намотанной на вращающийся цилиндр. Свет воздействовал на фотобумагу через узкую щель, приводя к её потемнению, пропорциональному интенсивности солнечного света. С помощью подобного актинографа, известные астрономы Джон Фредерик Вильям Гершель и Александр Эдмон Беккерель изучали химическую интенсивность и напряжение лучей Солнца в различных положениях его на горизонте.
Современный актинограф состоит из приёмника (как правило термоэлектрического актинометра), вращаемого за светилом гелиостатата, и гальванографа (самопишущего высокочувствительного гальванометра, регистрирующего поток).